# The Cost (film)
The Cost er en amerikansk stumfilm fra 1920 af Harley Knoles.

## Medvirkende
- Violet Heming som Pauline Gardner
- Edwin Mordant som Colonel Gardner
- Jane Jennings
- Ralph Kellard som John Dumont
- Edward Arnold som Hampden Scarborough
- Clifford Grey som William Fanshaw Jr.
- Carlotta Monterey som Leonora Fanshaw
- Aileen Pringle som Olivia
- Warburton Gamble som Mowbray Langdon
- Florence McGuire som Suzanne
- Julia Hurley